# Laborbedingungen
Einen Vorgang unter Laborbedingungen durchzuführen, bedeutet, diesen in einer künstlichen Umgebung stattfinden zu lassen, um alle unerwünschten externen Einwirkungen auf diesen Vorgang so weit wie möglich auszuschließen. Ein weiterer Grund für Laborbedingungen kann in einer einfacheren Durchführung liegen, z. B. wenn Versuche im Modellmaßstab durchgeführt werden, die ansonsten nur mit großem Aufwand möglich wären. Der  Vorgang wird in der Regel aufgezeichnet und die Ergebnisse  ausgewertet.
Die so gewonnenen Erkenntnisse gelten streng genommen nur für diese Laborbedingungen und eine Übertragbarkeit auf reale Situationen ist unter Umständen nicht gegeben. So werden zum Beispiel bei Verbrauchsmessungen von Haushaltsgeräten unter Laborbedingungen oft Werte ermittelt, die im Normalbetrieb nicht erreicht werden.
Weitere Beispiele für Versuche unter Laborbedingungen:
- In der Medizin bezeichnet der Begriff ex vivo Versuche an aus dem Organismus entnommenem lebenden Gewebe.[6]

- Der Begriff wird häufig verwendet, wenn es um den Versuch eines Nachweises von Pseudowissenschaften[7] oder übernatürlichen Phänomenen (z. B. Telepathie, Telekinese)[8] geht. Es sollen dabei störende „natürliche“ Einflüsse, aber auch Betrugsversuche sowie Selbsttäuschung bei Versuchspersonen (siehe Placebo-Effekt) und/oder bei Versuchsleitern (siehe Doppelblindversuch) ausgeschlossen werden.